# 摩擦帯電
摩擦帯電（まさつたいでん、英: triboelectrification）とは、静電気による現象の一種で、異なる二種の物質を擦り合わせることで、一方から他方へ電荷（多くの場合、電子）が移動する。物質同士が接触すると、それぞれの仕事関数の差によって物質間で電子が移動することが主な要因である。
摩擦帯電は古くから知られる電磁気学的な現象の一つであり、例えば英語の electricity は摩擦帯電の生じる物質として知られた琥珀を意味するギリシャ語 ἤλεκτρον に由来している。琥珀の摩擦帯電はタレスによって発見されたことが伝えられている。

## 帯電列
帯電列（たいでんれつ、英: triboelectric series）とは、2種類の材質を摩擦した時に、+側に帯電しやすい材質を上位に-側に帯電しやすいものを下位に並べた序列の表である。摩擦する材質が帯電列上でより離れていれば、より多くの電荷が移動する。また2つの材質が近い場合には電荷の移動が起こらなかったり、ときに帯電列の示す電荷移動とは逆の移動が起こる場合もある。これは摩擦の存在や混入物質や酸化物の存在、材質以外の物質の性質などに依存する。よって帯電列を厳密に決める事は難しい。